# Simplon.co
Simplon.co est une start-up active dans la formation professionnelle, dont le siège social se situe à Montreuil, et propose des formations aux métiers du numérique dans toute la France et à l'international.

## Histoire
Simplon.co est fondée en 2013 par 4 personnes, dont Andrei Vladescu-Olt et Erwan Kezzar et leur ancien professeur Frédéric Bardeau, dans une ancienne usine de fabrique à Montreuil.

## Concept
Simplon implante des centres de formation visant à permettre à des personnes avec des profils peu courants dans la profession (des personnes non diplômées, des femmes, des personnes en situation de handicap, des réfugiés, des jeunes issus de quartiers défavorisés, etc.) de se former gratuitement aux métiers techniques du numérique (programmation web, réseau informatique, intelligence artificielle, etc.). L'entreprise développe un modèle économique hybride[Lequel ?] et propose des outils pour permettre à des organismes de monter leurs formations sur les territoires et à l'international.
Elle obtient un des prix de l'innovation de la Ville de Paris en 2014,.
Plusieurs formations Simplon.co reçoivent le label Grande École du numérique,[source insuffisante].
Simplon.co est labellisée French Tech[réf. souhaitée]. Le modèle suivi est celui de la méthode américaine "BootCamp"[réf. souhaitée].